# Fusillade à l'église West Freeway Church of Christ
 (décembre 2021).
La fusillade de l'église West Freeway Church of Christ a eu lieu le 29 décembre 2019 à White Settlement (Texas). Deux personnes de cette communauté paroissiale ont été tuées avant que l'assaillant ne soit abattu par Jack Wilson (71 ans), membre bénévole de l'équipe de sécurité. Comme tous les services de l'église sont diffusés en direct sur internet, il en a été de même de l'attaque. La vidéo de la fusillade montrant le crime en cours, diffusée en ligne en temps réel, a été enregistrée et a donné lieu à plusieurs publications et partages sur Twitter et YouTube.

## Fusillade
L'assaillant a tiré et tué deux personnes avant d'être abattu par Jack Wilson, mettant fin à l'attaque dans les six secondes. Wilson étant instructeur d'armes à feu et ancien shérif adjoint de réserve dans le comté de Hood (Texas),, les victimes étant Anton Wallace (64 ans) et Richard White (67 ans).
L'agresseur, portant une fausse barbe et une perruque, a brièvement parlé à Anton Wallace avant de lever un fusil à canons sciés de sous son manteau, ce qui amena Richard White et Anton Wallace à sortir leurs armes. Cependant, l'agresseur tira et tua White d'un coup avant de se retourner immédiatement vers Wallace et faire de même. L'agresseur s'est ensuite tourné vers sa gauche, vraisemblablement pour ouvrir le feu sur la foule : c'est à ce moment qu'il a été abattu par Wilson.
Wilson indiqua que cinq ou six autres fidèles ont également dégainé leurs propres armes en réponse à la fusillade,.

## Auteur de l'attaque
Le tireur a été identifié comme étant Keith Thomas Kinnunen (43 ans), de River Oaks (Texas). Il portait une fausse barbe et une perruque et a immédiatement éveillé les soupçons de l'équipe de sécurité.

## Réactions
Étant donné qu'un membre de l'église était armé d'une arme à feu dissimulée avec laquelle il tira et tua l'agresseur, empêchant ainsi l'attaque de se poursuivre et qu'il advienne d'autres morts, les défenseurs des droits des armes à feu ont utilisé la fusillade comme exemple de l'avantage d'avoir des citoyens armés.
Michael Bloomberg avait de son côté déclaré que seuls les agents des forces de l'ordre devraient être autorisés à porter des armes à feu et à décider quand tirer sur les «tireurs actifs» («active shooters» en anglais), ce qui a suscité la polémique.

## Voir également
- Fusillade à l'église de Daingerfield
- Fusillade à l'église de Sutherland Springs
- Liste des fusillades au Texas
- Criminalité au Texas
- Crime en direct